# Kastal Ma’af
Kastal Ma’af (arab. قسطل معاف) – miasto w Syrii, w muhafazie Latakia. W 2004 roku liczyło 585 mieszkańców.